# Rue Herman Reuleaux
La rue Herman Reuleaux est une artère de la ville belge de Liège se situant dans le quartier administratif d'Amercœur, en rive droite de la Dérivation.

## Histoire
La rue est tracée au début du XXe siècle (au plus tard en 1906) sur des terrains appartenant à la société anonyme des Tramways Est-Ouest dont son créateur, l'ingénieur Ernest-Frédéric Nyst était propriétaire et a donné son nom à la rue voisine.

## Description
D'une longueur d'environ 215 m, cette rue plate et pavée comporte un léger virage au niveau du carrefour avec la rue Charles Bartholomez. La rue compte approximativement 55 immeubles d'habitation. Elle applique un sens unique de circulation automobile de la rue Sous-l'Eau vers la rue Frédéric Nyst.

## Odonymie
La rue rend hommage à Herman Reuleaux qui, par testament, a légué tous ses biens à la Ville de Liège en 1897.

## Architecture
La rue possède une majorité de maisons d'habitation datant de la création de la rue au tout début du XXe siècle. Plusieurs sont construites dans le style en vogue à cette époque : le style Art nouveau. Les immeubles les plus représentatifs de ce style occupent les nos 25, 27, 39, 62, 64 et 66. Les trois derniers cités ont été réalisés d'après les plans de l'architecte Maurice Devignée et font partie d'un ensemble ou séquence de cinq immeubles se prolongeant rue Frédéric Nyst. 
L'immeuble sis au no 39 possède une balcon avec garde-corps en fer forgé incurvé et aux lignes courbes caractéristiques du style Art nouveau sur la travée de gauche ainsi qu'une mosaïque représentant une tête de femme en médaillon à l'allège de la baie supérieure de la travée de droite.

## Voies adjacentes
- Rue Sous-l'Eau
- Rue Charles Bartholomez
- Rue Frédéric Nyst

### Source et bibliographie
- Yannik Delairesse et Michel Elsdorf, Le nouveau livre des rues de Liège, Liège, Noir Dessin Production, décembre 2008, 2e éd. (1re éd. 2001), 512 p. (ISBN 978-2-87351-143-2 et 2-87351-143-5, présentation en ligne), page 363